# カンケ
カンケ（1964年7月2日 - ）は、日本の音楽家・ディスクジョッキー・CMディレクター。本名・菅家 健（かんけ たけし）。新潟県柏崎市出身。身長180cm。血液型はA型。昭和音楽大学卒業。

## 概要
1997年7月24日、キングレコードから「サマーブリーズ」でデビュー。以後、楽曲提供、CM音楽、サウンドトラックなどを手掛ける。他に、ユニットEVERESTとしても活動。また、コミックソングを好み、お笑い芸人への楽曲提供も多い。
数多くの変名を持つ。
- KANKE - 作曲家 プロデューサー
- 柏崎三十郎 - 編曲家
- 鹿音田鈴 - 作詞家
- 道進也 - 演奏家
- The Black Sand Beach Boys - コーラス
- 青海川猩々 - レコーディング&ミックスエンジニア

## ディスコグラフィ

### アルバムCD
- HOMMAGE（2016年｜UICZ-4349）

### シングルCD
- サマー・ブリーズ / レッツ・キッス・ベイビー（1997年｜KIDS-343）
- ふたりはラブラブ / スタミナ一杯いい素（1998年｜KIDS-384）

### 7インチ・アナログ・シングル
- サマー・ブリーズ / レッツ・キッス・ベイビー（2014年｜THEP-322）

### コンピレーション・アルバム
- EIICHI OHTAKI Song Book III 大瀧詠一作品集Vol.3 「夢で逢えたら」(1976～2018)（2018年｜SRCL-9693/6）[1]

## 音楽

### タレント
| 名前       | 内容                   | タイトル                           | 収録作品                                                   | 発売日         | 備考               |
| ---------- | ---------------------- | ---------------------------------- | ---------------------------------------------------------- | -------------- | ------------------ |
| 相沢まき   | 作曲･編曲･プロデュース | どんがらピッカラ柏崎               | どんがらピッカラ柏崎                                       | 2014年9月      | 新潟県柏崎市新民謡 |
| 十日市秀悦 | 作曲･編曲･プロデュース | イサバのカッチャ〜朝市の母ちゃん〜 | 「イサバのカッチャ〜朝市の母ちゃん〜」シングル (BZCM-5010) | 2005年10月5日  |                    |
| 十日市秀悦 | 作曲･編曲･プロデュース | 昔はいがったよ                     | 「イサバのカッチャ〜朝市の母ちゃん〜」シングル (BZCM-5010) | 2005年10月5日  |                    |
| 原田伸郎   | 作曲･編曲              | ガス・ワンだフル。                 | 「ガス・ワンだフル。」シングル (CRCP-10132)                | 2011年12月22日 | NACK5時報CM        |
| 原田伸郎   | 作曲･編曲              | ガスワン音頭                       | 「ガス・ワンだフル。」シングル (CRCP-10132)                | 2011年12月22日 |                    |

### 映画
- 地獄プロレス
- シャトー・デ・ローゼス
- 東京★ざんすっ
- マネーざんす
- バカリズム THE MOVIE

### テレビ
- 秋山歌謡祭（名古屋テレビ放送）
- ウレロ☆シリーズ（テレビ東京）
  - ウレロ☆未確認少女
  - ウレロ☆未完成少女
  - ウレロ☆未体験少女
  - ウレロ☆未体験少女
  - ウレロ☆無限大少女
  - ウレロ☆未開拓少女
- NHK新人演芸大賞（NHK）
- お願い!宇宙人（BeeTV）
- epoch TV square（BS日テレ）
- お笑い脳自慢（NHK）
- Kiss My Fake～キスマイフェイク～（TBSテレビ）
- ゴッドタン（テレビ東京）
- 今年ツイてる人ランキング全部見せます! 最強運グランプリ（フジテレビジョン）
- 今夜はアリエナイト（フジテレビ）
- 今夜はアリエナイトみんなとオマエラの歌（フジテレビ）（フジテレビオンデマンド）
- ザ・コトバスターズ ～とはいえ、世界は言葉でできている（フジテレビ）
- 史上空前!! 笑いの祭典 ザ・ドリームマッチ（TBSテレビ）
- 設楽矢作の仲間になったらこうなった（TBSテレビ）
- SICKS〜みんながみんな、何かの病気〜（テレビ東京）
- 実在性ミリオンアーサー（テレビ神奈川）
- 水曜日のダウンタウン（TBSテレビ）
- 青春高校3年C組（テレビ東京）
- セカイ系バラエティ 僕声（WOWOW）
- 世界史ちゃんTV 〜何となく歴史が学べるVTR〜（NHKBSプレミアム）
- 戦国鍋TV 〜なんとなく歴史が学べる映像〜（テレビ神奈川）
- 戦国炒飯TV 〜なんとなく歴史が学べる映像〜（TOKYO MX）
- 戦国鳥獣戯画（九州朝日放送）
- 全日本スキマミュージックTV（スペースシャワーTV）
- 潜入捜査アイドル・刑事ダンス（テレビ東京）
- そんなバカなマン（TBSテレビ）
- どぅんつくぱ〜音楽の時間〜（フジテレビ）
- とんぱちオードリー（フジテレビ）
- ノギザカスキッツ（日本テレビ）
- 乃木坂スター誕生!（日本テレビ）
- 新・乃木坂スター誕生!（日本テレビ）
- 超・乃木坂スター誕生!（日本テレビ）
- バカリズム THE MOVIE（TOKYO MX）
- バナナサンド（TBSテレビ）
- バナナ♪ゼロミュージック（NHK）
- バラエティ開拓バラエティ 日村がゆく（ABEMA）
- 番組バカリズム（NHK）
- 万年B組ヒムケン先生（TBSテレビ）
- もう!バカリズムさんのドH!（NOTTV）
- ラスアイ、よろしく（テレビ朝日）
- 落下女（日本テレビ）
- LOVETOPIA（NOTTV）
- ワラリズム（フジテレビ）

### ラジオ
- SMJ 全日本スキマ音楽（TOKYO FM）
- 金曜JUNK バナナマンのバナナムーンGOLD（TBSラジオ）
- THE BEATLES 10（毎週日曜19時～20時）（ラジオ日本）

### LIVE
- ももクロの子供祭りだョ!全員集合
- ももクロの子供祭り2013〜守れ!みんなの東武動物公園 戦え!ももいろアニマルZ!〜
- マジ歌シリーズ
  - MAJIUTA THE LIVE
  - まさかのマジ歌フェスティバル in Zepp Tokyo
  - マジ歌 フェスティバル2012
  - マジ歌 まさかの渋公フェスティバル
  - マジ歌ライブ 2014 in 中野サンプラザ
  - マジ歌ライブ 2015 in 国際フォーラム
  - マジ歌ライブ 2017 マジ武道館
  - マジ歌ライブ 2018 in 横浜アリーナ ～今夜一発いくかい?
  - マジ歌ライブ2023 in さいたまスーパーアリーナ 〜マジオールスター歌謡祭〜
- 戦国鍋TV
  - ～武士ロックフェスティバル2013～
  - ～TVKに40年の歴史あり!祝ってみせようホトトギスLIVE～
- オードリーのオールナイトニッポン in 東京ドーム

### 舞台

#### 東京03
- 単独ライブ
  - 第4回「夏下手男」(2006)
  - 第5回「傘買って雨上がる」(2007)
  - 第6回「無駄に哀愁のある背中」(2007)
  - 第7回「スモール」(2008)
  - 第8回「機微」(2008)
  - 第9回「いらいら」(2009)
  - 第10回「自分、自分、自分。」(2010)
  - 第11回「正論、異論、口論。」(2010)
  - 第12回「燥ぐ、驕る、暴く。」(2011)
  - 第13回「図星中の図星」(2011-2012)
  - 第14回「後手中の後手」(2012)
  - 第15回「露骨中の露骨」(2013)
  - 第16回「あるがままの君でいないで」(2014)
  - 第17回「時間に解決させないで」(2015)
  - 第18回「明日の風に吹かれないで」(2016)
  - 第19回「自己泥酔」(2017)
  - 第20回「不自然体」(2018)
  - 第21回「人間味風」(2019)
  - 第22回 東京03単独公演『ヤな塩梅』（2020）
  - 第23回 東京03単独公演『ヤな因果』（2021）
  - 第24回東京03単独公演「ヤな覚悟」（2022）
  - 第25回東京03単独公演「寄り添って割食って」（2023）
  - 第26回東京03単独公演「腹割って腹立った」（2024）
- FROLIC A HOLIC 2018『何が格好いいのか、まだ分からない。』(2018)
- 東京03リモート単独公演『隔たってるね。』（2020）

#### バナナマン
- bananaman live
  - 「wonder moon」(2009)
  - 「Chop」(2010・傑作選)
  - 「emerald music」(2011)
  - 「TURQUOISE MANIA」(2012)
  - 「Cutie funny」(2013)
  - 「Love is Gold」(2014)
  - 「LIFE is RESEARCH」(2015)
  - 「腹黒の生意気」(2016)
  - 「Super heart head market」(2017)
  - 「one-half rhapsody」(2018)
  - 「S」(2019)
  - 「H」(2022）
  - 「O」(2023）
  - 「W」(2024）

#### バカリズム
- ライブ
  - 「COLOR」(2013)
  - 「なにかとなにか」(2014)
  - 「?!」(2015)
  - 「類」(2016)
  - 「ぎ」(2017)
  - 「ドラマチック」(2018)
  - 「イメージ」(2019)

#### 舞台その他
- 宇田川フリーコースターズ「epoch conte square second」
- hand made works live
- hand made works live 2019
- たりないふたり 〜山里亮太と 若林正恭－presents たりふた SUMMER JAM '12 -We wanna be a human ASAP!〜
- もっとたりないふたりライブ2014
- 舞台「ウレロ☆未公開少女」
- シベリア少女鉄道「太陽は僕の敵」
- GURUになります
- 崩壊シリーズ「リメンバーミー」

### CM
- EPSON 企業CM
- JA 新潟米 こしいぶき
- 日本アジア航空
- 東京シティ競馬 トゥインクルレース
- アサヒ飲料 十六茶
- アサヒビール スーパードライ
- 花王アタックのギフト・トイレクイックル
- カルビー さやえんどう
- ヤマト運輸 クロネコヤマトの宅急便
- サイサンGas One
- 新三共胃腸薬
- 損害保険ジャパン Dr.ジャパン
- 第四銀行 モビット
- 東京スター銀行 バンクベスト
- ハウス食品 フルーチェ
- 富士フイルム フジカラー
- プロミス
- 日本マクドナルド
- マルコメ味噌 料亭の味
- ミツカン 白みりん
- 明治安田生命保険
- 雪印乳業 ゲータレード
- らでぃっしゅぼーや

### その他
- オリジン弁当 サウンドロゴ・テーマ曲「ずっとオリジンずっと健康」
- セイジョードラッグストア イメージソング ｢とびっきりの笑顔で!」
- サンドラッグ イメージソング｢あなたのそばに」
- セイムス テーマソング｢FOR YOUR BODY & HEART」

## 出演

### テレビ
- MXテレビ「BEAT THE TOKYO」司会
- TeNY テレビ新潟「想い出喫茶ヒッソリー」MC[注 1]

### ラジオ
- TOKYO FM・JFN系列「DEEPER STREET カンケのMUSIC PLANET」パーソナリティ
- アール・エフ・ラジオ日本「THE BEATLES 10」[15][16] パーソナリティ
- korradio トモッコリーシヨー タモリ特集、ブラカンケ回　ゲスト出演

- 渋谷のラジオ　渋谷いきいきクラブ・マンスリーレギュラー・第一月曜日出演

### 舞台
- ロックオペラ「ハムレット」